# Conselho regional (Itália)
Um Conselho regional (em italiano: Consiglio regionale) na Itália é uma assembleia legislativa eleita de uma região da Itália, excluindo a Sicília e o Vale de Aosta, onde os nomes dos parlamentos são, respectivamente, Assembleia Regional Siciliana (Assemblea Regionale siciliana) e Conselho do Vale (Consiglio della Valle).